# مات هورن
مات هورن (5 ديسمبر 1970 في نيوزيلندا - ) (بالإنجليزية: Matt Horne) هو لاعب كريكت نيوزلندي. شارك في دورة ألعاب الكومنولث 1998. وشارك مع منتخب نيوزيلندا الوطني للكريكت.

## وصلات خارجية
- مات هورن على موقع إي آس بي آن كريك إنفو (الإنجليزية)
- مات هورن على موقع اللجنة الأولمبية النيوزيلندية (الإنجليزية)